# Mexikó hívójelkörzetei
Mexikó hívójelkörzetei igazodnak az ország tagállamainak határaihoz, egy hívójelkörzetbe több tagállam tartozik. Az országhoz tartozó szigetekhez külön prefixeket használnak.
Mexikó számára az ITU a 4[A..C], 6[D..J], X[A..I] hívójelprefixeket határozta meg.

## Mexikó hívójelkörzetei[1][2][3]
| Prefix  | Körzet      | Hely/jelleg                               |
| ------- | ----------- | ----------------------------------------- |
| 4[A..C] | [0..9]      | Mexikó                                    |
| 6[D..J] | [0..3,5..9] | Mexikó                                    |
| 6[D..J] | 4           | Revillagigedo-szigetek                    |
| XD      | [0..9]      | Mexikó                                    |
| XE      | 1           | Colima                                    |
| XE      | 1           | México                                    |
| XE      | 1           | Mexikóváros                               |
| XE      | 1           | Guanajuato                                |
| XE      | 1           | Hidalgo                                   |
| XE      | 1           | Jalisco                                   |
| XE      | 1           | Michoacán                                 |
| XE      | 1           | Morelos                                   |
| XE      | 1           | Nayarit                                   |
| XE      | 1           | Puebla                                    |
| XE      | 1           | Querétaro                                 |
| XE      | 1           | Tlaxcala                                  |
| XE      | 1           | Veracruz                                  |
| XE      | 2           | Aguascalientes                            |
| XE      | 2           | Chihuahua                                 |
| XE      | 2           | Coahuila                                  |
| XE      | 2           | Durango                                   |
| XE      | 2           | Déli-Alsó-Kalifornia                      |
| XE      | 2           | Alsó-Kalifornia                           |
| XE      | 2           | Új-León                                   |
| XE      | 2           | San Luis Potosí                           |
| XE      | 2           | Sinaloa                                   |
| XE      | 2           | Sonora                                    |
| XE      | 2           | Tamaulipas                                |
| XE      | 2           | Zacatecas                                 |
| XE      | 3           | Campeche                                  |
| XE      | 3           | Chiapas                                   |
| XE      | 3           | Guerrero                                  |
| XE      | 3           | Oaxaca                                    |
| XE      | 3           | Quintana Roo                              |
| XE      | 3           | Tabasco                                   |
| XE      | 3           | Yucatán                                   |
| XF      | [0..9]      | Mexikóhoz tartozó szigetek                |
| XF      | 0           | Revillagigedo-szigetek                    |
| XF      | 1           | Csendes-Óceáni szigetek                   |
| XF      | 2           | Karib-tengeri szigetek, -90°-tól nyugatra |
| XF      | 3           | Karib-tengeri szigetek, -90°-tól keletre  |
| XF      | 4           | Revillagigedo-szigetek                    |
| X[G..I] | [0..9]      | Mexikó                                    |

## Lajstromjel
Vízi és légi járművek lajstromjelezéséhez a XA prefixet használják.